# مریخ ۲
مریخ ۲ کاوشگر فضایی بدون سرنشین و بخشی از برنامه فضایی مریخ شوروی بود. این برنامه شامل یک سری سطح نشین و مدارگرد مریخی می‌شد. مأموریت‌های مریخ ۲ و مریخ ۳ متشکل از فضاپیماهای یکسان بودند که هر کدام از یک مدارگرد و یک سطح نشین متصل به آن تشکیل شده بود.

## بررسی اجمالی
- تاریخ / زمان راه اندازی:
  - مریخ ۲: ۱۹ مه ۱۹۷۱ در ساعت 16:22:44 UTC
- جرم پرتاب (از جمله سوخت):
  - ترکیبی: ۴٬۶۵۰ کیلوگرم (۱۰٬۲۵۰ پوند)
  - مدارگرد: ۳٬۴۴۰ کیلوگرم (۷٬۵۸۰ پوند)
  - سطح نشین: ۱٬۲۱۰ کیلوگرم (۲٬۶۷۰ پوند)
- جرم خشک در مدار: ۲٬۲۶۵ کیلوگرم (۴٬۹۹۳ پوند)
- ابعاد: ۴٫۱ متر (۱۳٫۵ فوت) ارتفاع، ۲ متر (۶٫۶ فوت) عرض (۵٫۹ متر (۱۹٫۴ فوت) دو سر پنل‌های خورشیدی